# Teatro Juliusz Słowacki
Il Teatro Juliusz Słowacki (in polacco Teatr im. Juliusza Słowackiego w Krakowie) è un teatro edificato nel XIX secolo nel centro di Cracovia, in Polonia. Eretto nel 1893, è stato progettato ispirandosi ad alcuni dei più celebri teatri europei barocchi ed eclettici come l'Opéra Garnier di Parigi. Il teatro prese il nome dal poeta polacco Juliusz Słowacki nel 1909 e nel 1978 fu iscritto insieme al Centro storico di Cracovia nel Registro del patrimonio mondiale.

## Storia
Progettato da Jan Zawiejski, il teatro fu eretto in Piazza dello Spirito Santo (Plac Św. Ducha) al posto dell'ex chiesa e monastero del XIV secolo dell'ordine religioso dei Duchacy o Ordine dello Spirito Santo (da cui il nome della piazza). La chiesa era stata trasformata in edificio residenziale a causa della secolarizzazione del ramo maschile polacco della congregazione nel 1783. Il consiglio comunale di Cracovia decise di demolirlo nel 1886 per fare spazio a un nuovo teatro. La chiesa fu smantellata nel maggio 1892 – un evento che suscitò molte polemiche, in particolare la dichiarazione del pittore polacco Jan Matejko, secondo cui non avrebbe mai più esposto i suoi dipinti a Cracovia.

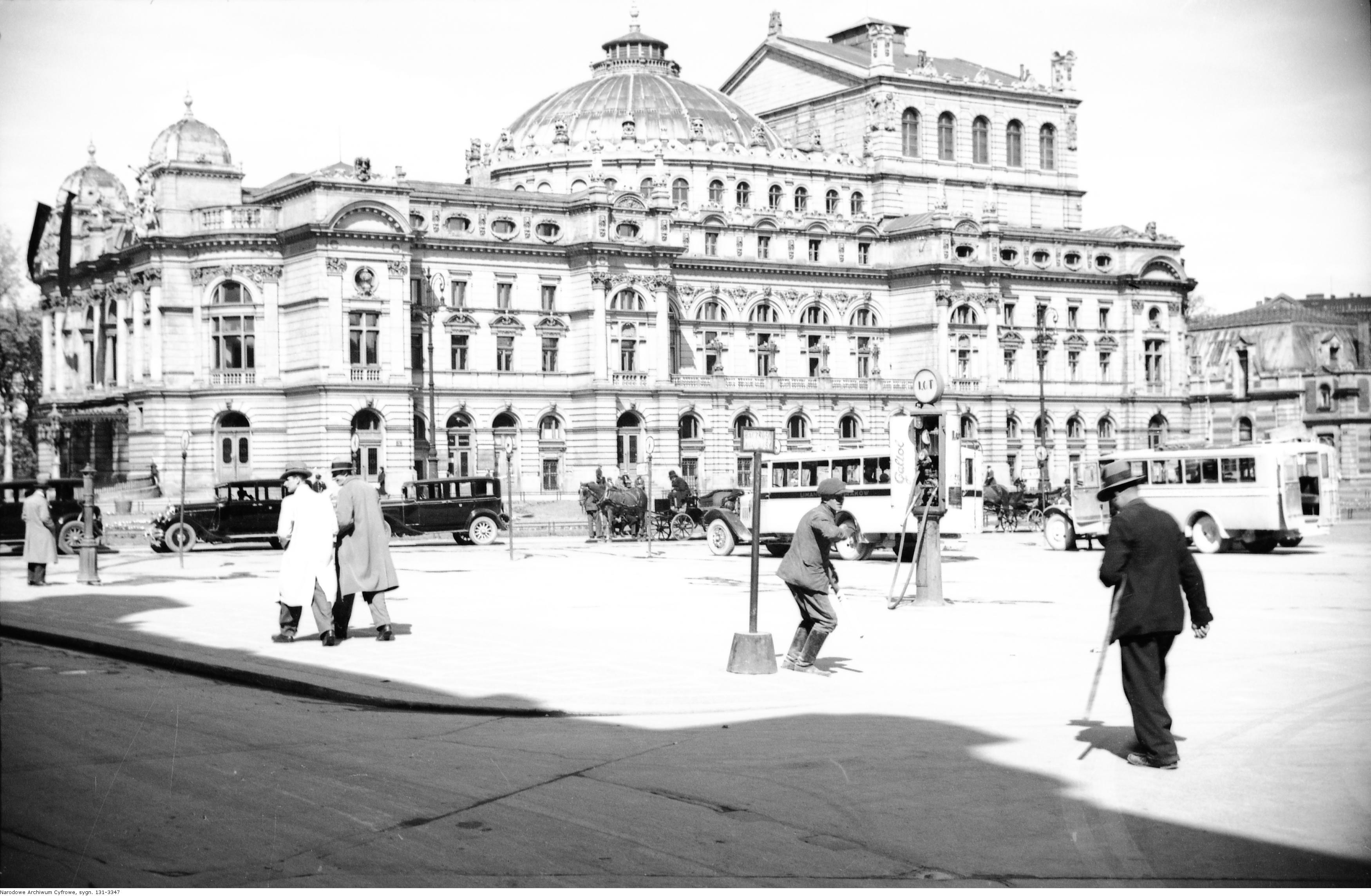
Fotografia del Teatro Słowacki del 1935

Il nuovo teatro fu inaugurato il 21 ottobre 1893. Era uno squisito esempio di architettura eclettica polacca, il primo edificio a Cracovia progettato e dotato di luce elettrica. Inizialmente si chiamava Teatro Cittadino (Teatr Miejski). Solo nel 1909 fu intitolato a Juliusz Słowacki, poeta e drammaturgo polacco del Romanticismo.
Lo spettacolo inaugurale avvenne con un programma composto da brani tratti da Zemsta di Aleksander Fredro, Balladyna di Juliusz Słowacki e Konfederaci Barscy di Adam Mickiewicz. Il teatro mise in scena la sua prima produzione integrale, Śluby Panieńskie di Fredro, quattro giorni dopo.
Durante l'occupazione della Polonia da parte della Germania nazista, il teatro fu gestito da una compagnia tedesca. L'ultima opera polacca per i successivi 6 anni fu rappresentata nell'autunno del 1939. Il teatro riaprì al pubblico polacco nel febbraio 1945.
Dal 27 marzo 1976, allo spazio scenico del teatro principale se ne affianca uno minore ospitato nell'ex centrale elettrica (progettata negli anni Novanta dell'Ottocento, per fornire energia elettrica al teatro). Nel 2000 è stato aggiunto un terzo palco. Un quarto è stato inaugurato il 7 novembre 2003.

### Direttori
Il primo direttore del teatro fu Tadeusz Pawlikowski (1893–1899), seguito da Józef Kotarbiński (1899–1905) e Ludwik Solski (1905–1913). Tadeusz Pawlikowski riprese questa carica negli anni 1913-1915. Il drammaturgo Lucjan Rydel divenne direttore del teatro per una stagione nel periodo 1915-1916. Adam Grzymala-Siedlecki assunse questo ruolo negli anni 1916-1918.
Dopo la prima guerra mondiale il teatro fu diretto da Teofil Trzciński (1918–1926), Zygmunt Nowakowski (1926–1929), ancora Trzciński (1929–1932), Juliusz Osterwa (1932–1935) e Karol Frycz (1935–1939). Frycz e Osterwa tornarono ad essere i direttori dopo la seconda guerra mondiale (Frycz dal 1945 al 1946 e Osterwa nel 1946-1947). I successivi direttori furono Bronisław Dąbrowski (1947–1950) e Henryk Szletyński (1950–1955). Bronisław Dąbrowski fu nuovamente nominato direttore dal 1955 al 1972. Krystyna Skuszanka e Jerzy Krasowski hanno diretto il teatro dal 1972 al 1981. Il breve periodo di amministrazione di Andrzej Kijowski si concluse nello stesso anno con l'imposizione della legge marziale in Polonia. Mikołaj Grabowski (1982–1985) è stato seguito da Jan Paweł Gawlik (1985–1989), Jan Prochyra (1989–1990), Jerzy Goliński (1990–1992) e Bogdan Hussakowski (1992–1999). L'attuale direttore del teatro è Krzysztof Orzechowski.

## Significato culturale
Il teatro divenne il luogo di nascita del concetto teatrale del movimento della Giovane Polonia ed era strettamente legato alla riscoperta del dramma romantico e alle prime produzioni di opere teatrali del drammaturgo nazionale polacco Stanisław Wyspiański.
L'importanza della tradizione romantica polacca sotto l'occupazione straniera e soprattutto l'eredità di Słowacki si rifletterono nel primo festival delle sue opere organizzato lì nel 1909. Fu in questo periodo che il teatro fu intitolato a Juliusz Słowacki.
Nel teatro il pubblico ha potuto vedere esibirsi attori come Kazimierz Kamiński, Ludwik Solski, Maksymilian Węgrzyn, Antonina Hoffman, Wanda Siemaszkowa, Stanisława Wysocka e Aleksander Zelwerowicz. Artisti teatrali come Juliusz Osterwa e Kazmierz Junosza-Stepowski hanno iniziato la loro carriera al Teatro Słowacki e Helena Modrzejewska ha fatto numerose apparizioni come ospite. Durante il periodo tra le due guerre il teatro fu messo in ombra dalla scena teatrale di Varsavia, ma era comunque considerato uno dei palcoscenici più importanti della Polonia. Nel 1980 il Teatro Słowacki ha messo in scena la prima mondiale di Brat naszego boga (Il fratello di Dio), una produzione dedicata a Papa Giovanni Paolo II dai contenuti soprattutto politici.

## Galleria d'immagini

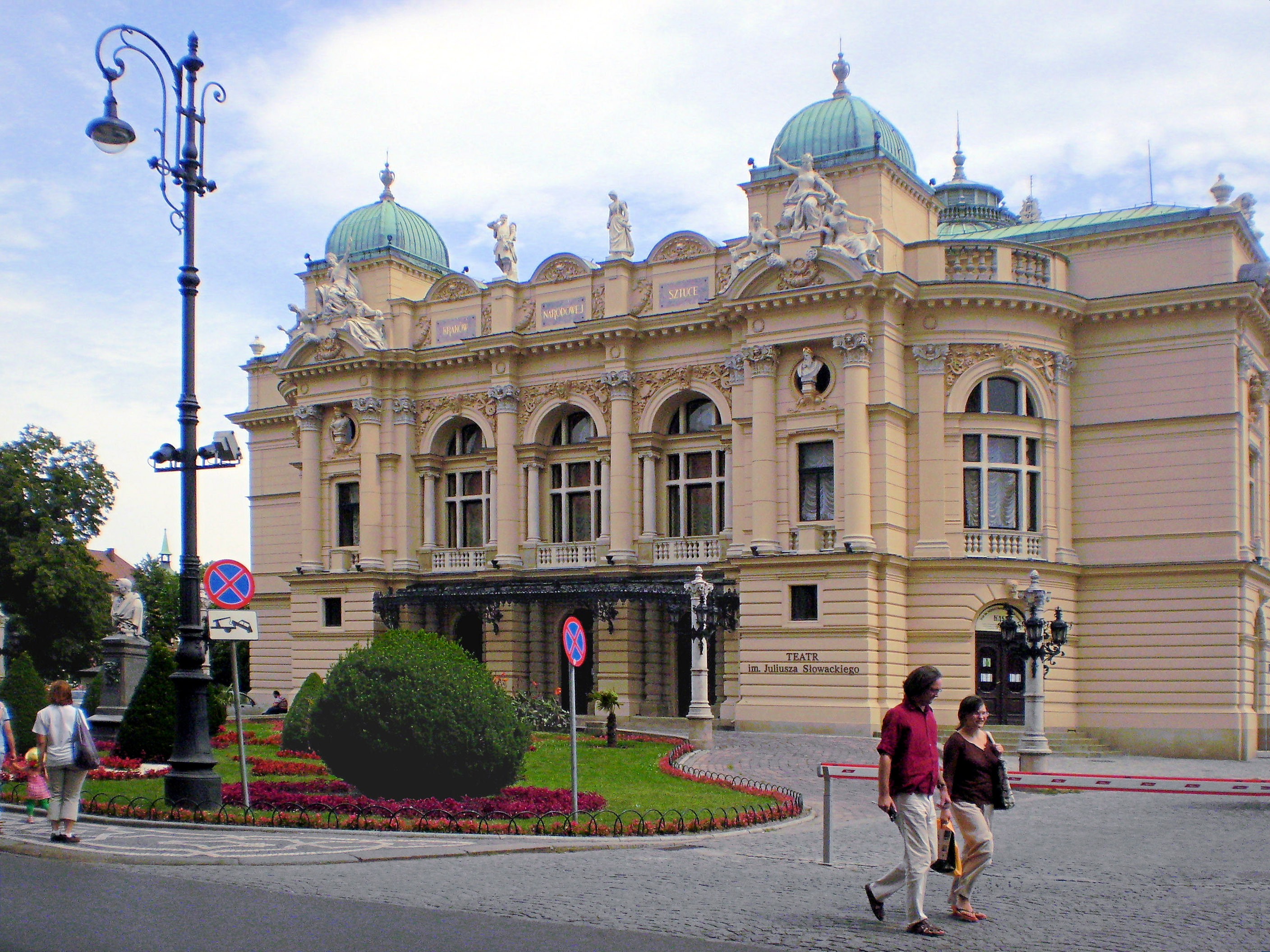
Teatro Słowacki, ingresso anteriore
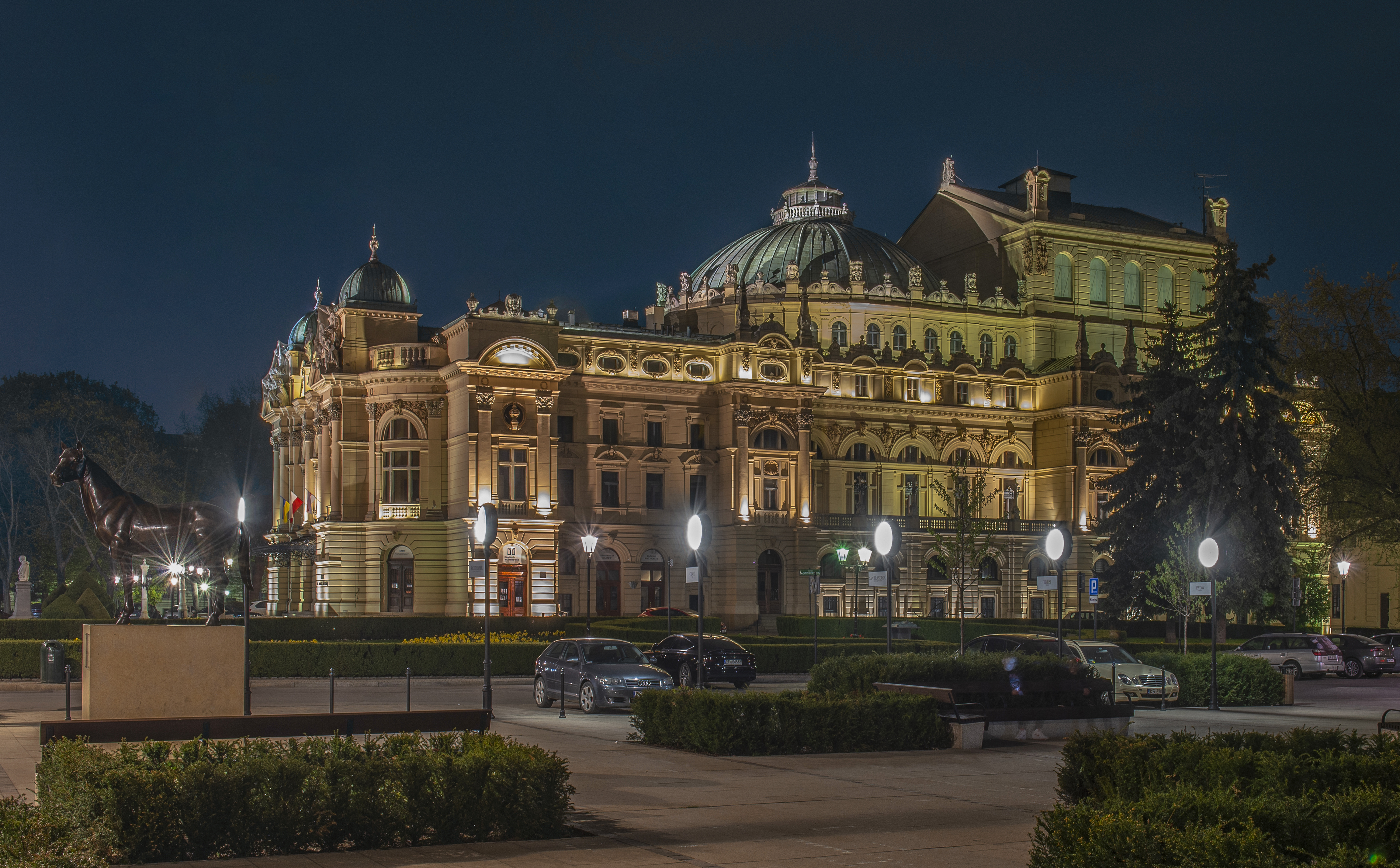
Il teatro nel centro storico di Cracovia di notte
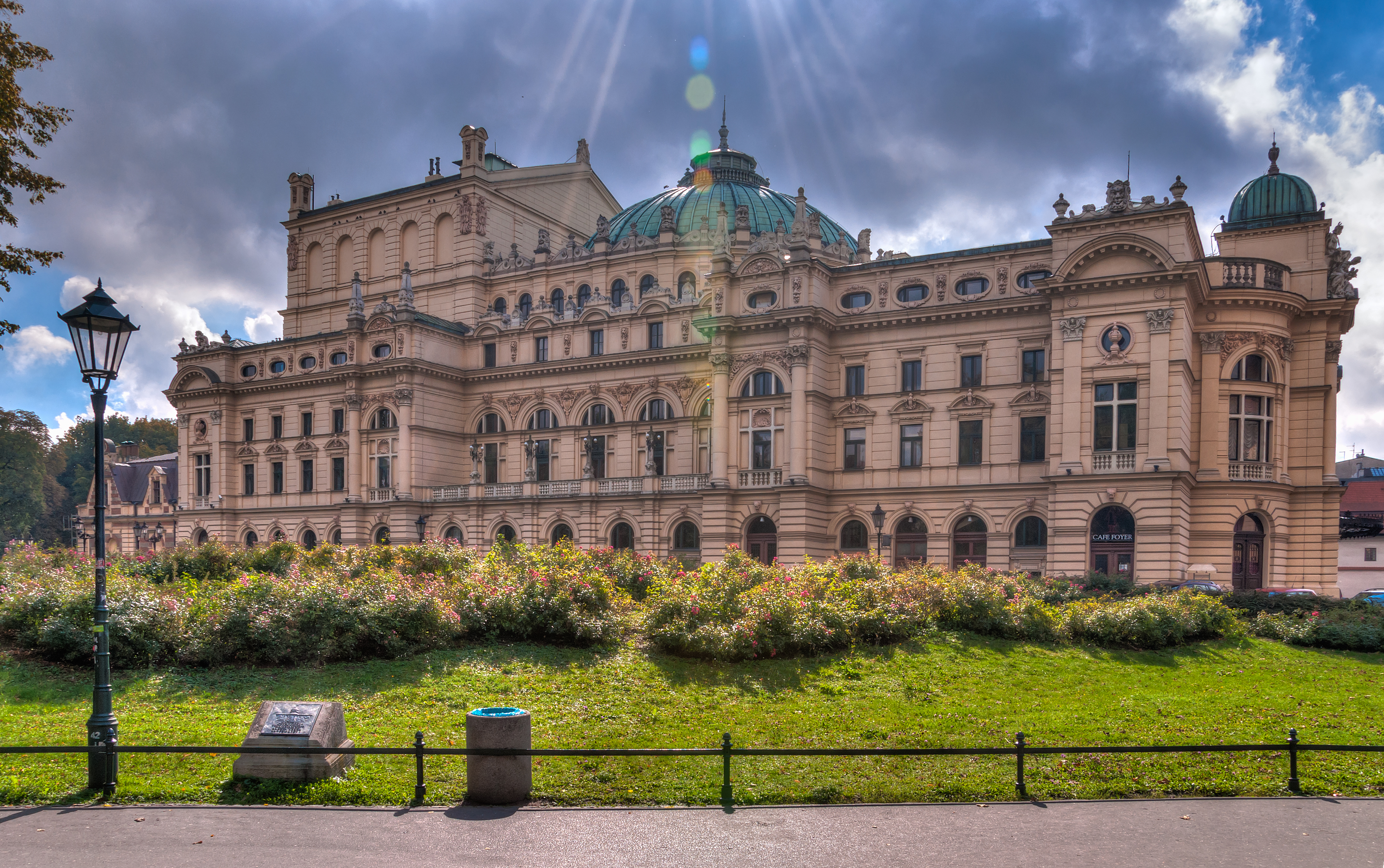
Vista laterale
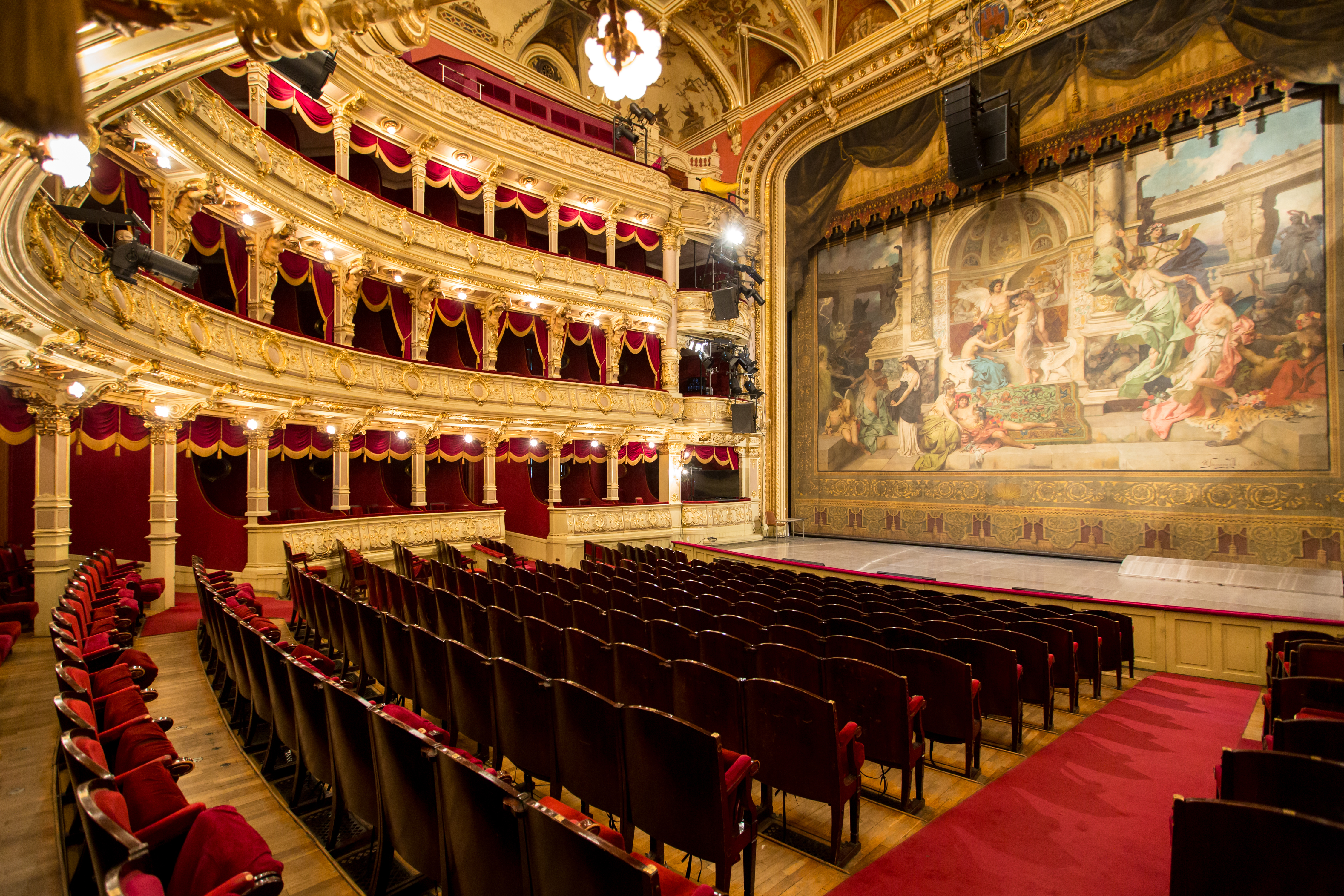
Interno del teatro
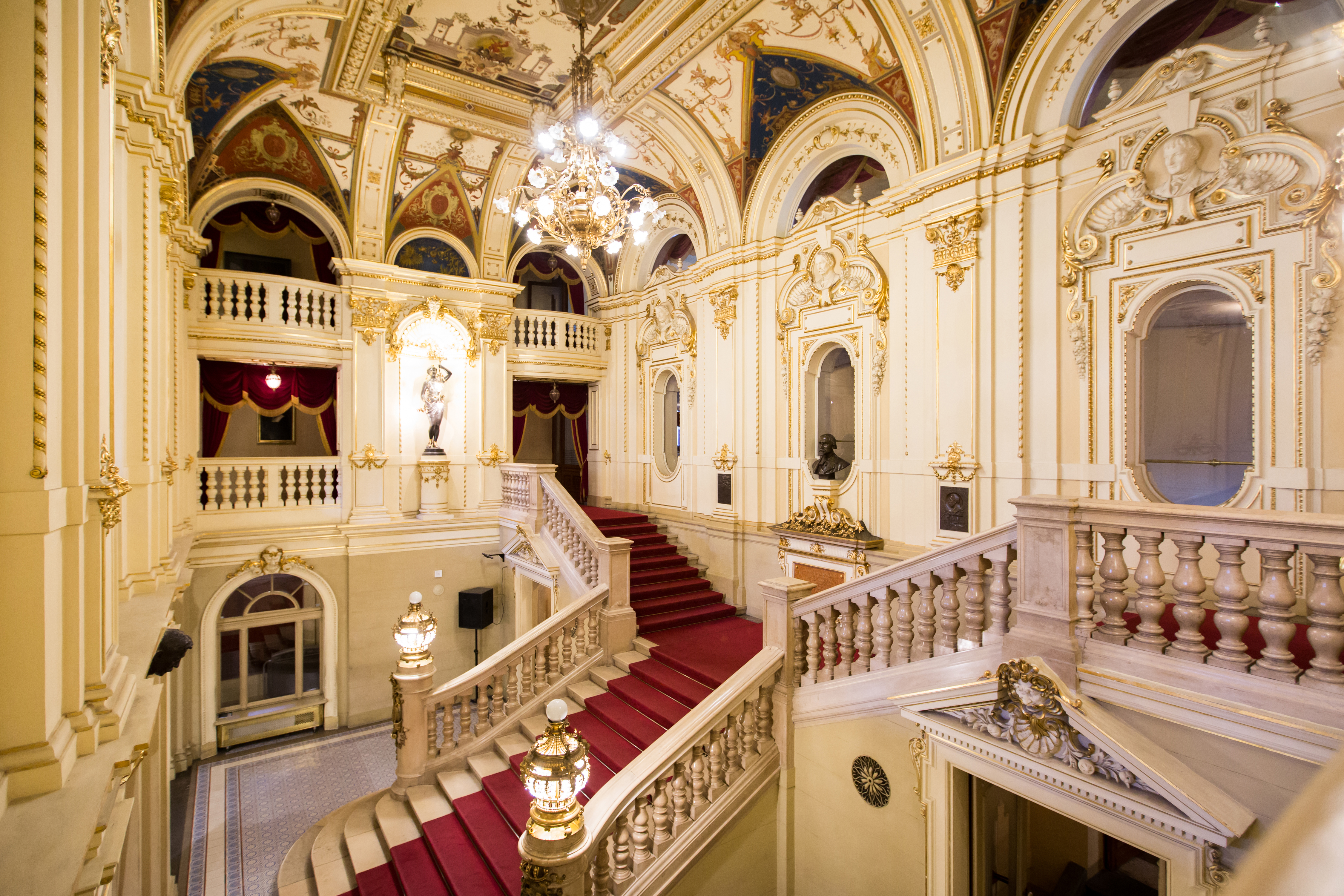
Sala d'ingresso